# Liste des technologies d'assainissement

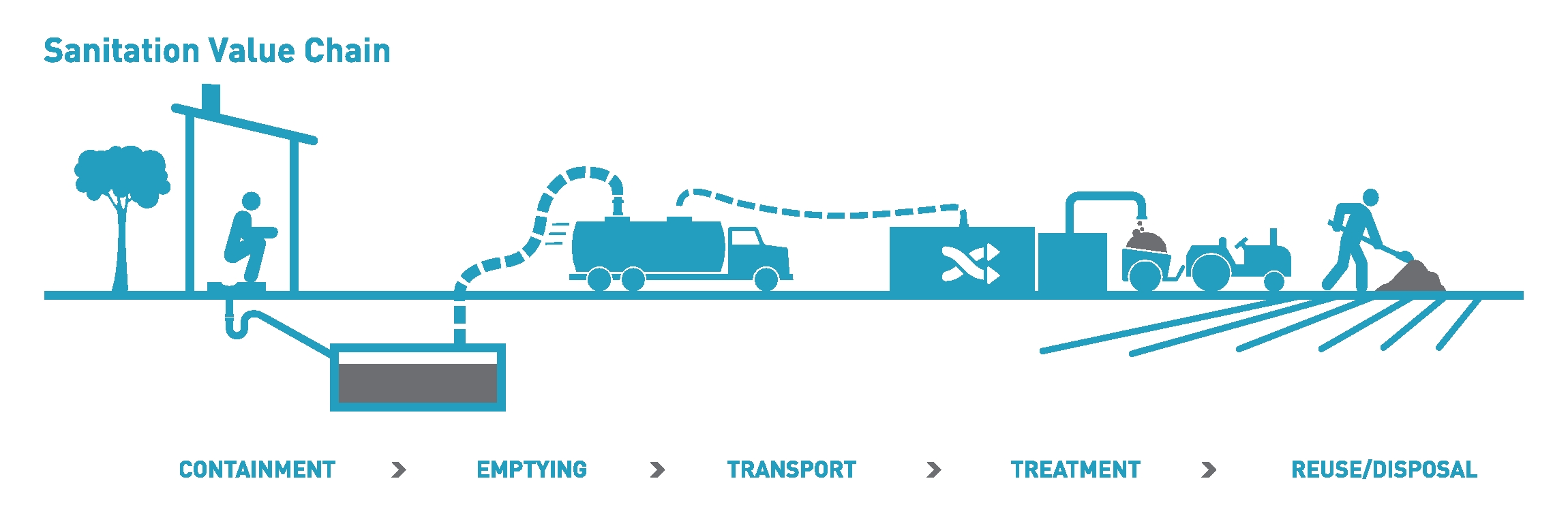
Illustration de la chaine de l'assainissement, des toilettes à la réutilisation en passant par la vidange, le transport et le traitement.

L'assainissement des excréta humains (fèces et urine) inclut un grand nombre de technologies. Ces technologies peuvent être regroupées selon la chaîne d'assainissement, partant des toilettes pour aller jusqu'au traitement et à une éventuelle valorisation des produits du traitement. 

## Toilettes/Latrines
- Toilettes sèches
- Toilettes sèches à séparation d'urine (UDDT)
- Urinoir
- Toilettes à chasse d'eau, pouvant être manuelle ou mécanique
- Toilettes à chasse avec séparation des urines
- Latrines

## Stockage
- Fosse d'aisance
- Fosse simple, unique ou double
- Fosse ventilée améliorée (VIP), simple ou double
- Fossa alterna
- Chambre de déshydratation
- Chambre de compostage
- Fosse septique
- Réacteur anaérobie compartimenté
- Filtre anaérobie
- Digesteur à biogaz

## Vidange et transport
- Jerrycan / réservoir
- Vidange et transport, manuel ou motorisé
- Égouts, dont :
  - égout conventionnel gravitaire
  - Égout simplifié
  - Égout simplifié décanté
- Station de transfert (réservoir enterré)

## Traitement
- Prétraitements
- Décanteur, décanteur gravitaire
- Décanteur-digesteur
- Réacteur anaérobie compartimenté
- Filtre anaérobie
- Bassin d'infiltration
- Bassins de lagunage
- Lagunage aéré
- Marais artificiel à écoulement surfacique
- Filtre planté horizontal ou vertical
- Lit bactérien
- Biofiltration sur boues anaérobies
- Boues activées
- Bassin de sédimentation / épaississement
- Lits de séchage, plantés ou non
- Co-compostage
- Réacteur à biogaz
- Filtration tertiaire et désinfection

## Valorisation
- Déplacement de fosse / Arborloo
- Application de l’urine stockée
- Application de fèces déshydratées
- Application des humus et composts
- Épandage des boues
- Irrigation
- Puits d’infiltration
- Lits d’infiltration
- Bassin piscicole
- Lagunage à macrophytes
- Déversement au cours d’eau / recharge de nappe souterraine
- Mise en décharge
- Combustion du biogaz

## Référence
- Référence principale : Tilley, Elizabeth, 1979-, Ulrich, Lukas,, Lüthi, Christoph, et Reymond, Philippe,, Compendium des systèmes et technologies d'assainissement (ISBN 9783906484600, OCLC 957385596, lire en ligne)

1. ↑  BMGF (2015). Building demand for sanitation - a 2015 portfolio update and overview - Water, sanitation, and hygiene strategy, June 2015. Bill & Melinda Gates Foundation, Seattle, Washington, USA